# كيث فيرغوس
كيث فيرغوس (بالإنجليزية: Keith Fergus)‏ هو لاعب غولف أمريكي، ولد في 3 مارس 1954 في تمبل في الولايات المتحدة.

## وصلات خارجية
- كيث فيرغوس على موقع رابطة لاعبي الغولف المحترفين (الإنجليزية)